# Halowy mityng lekkoatletyczny Pedro’s Cup 2015

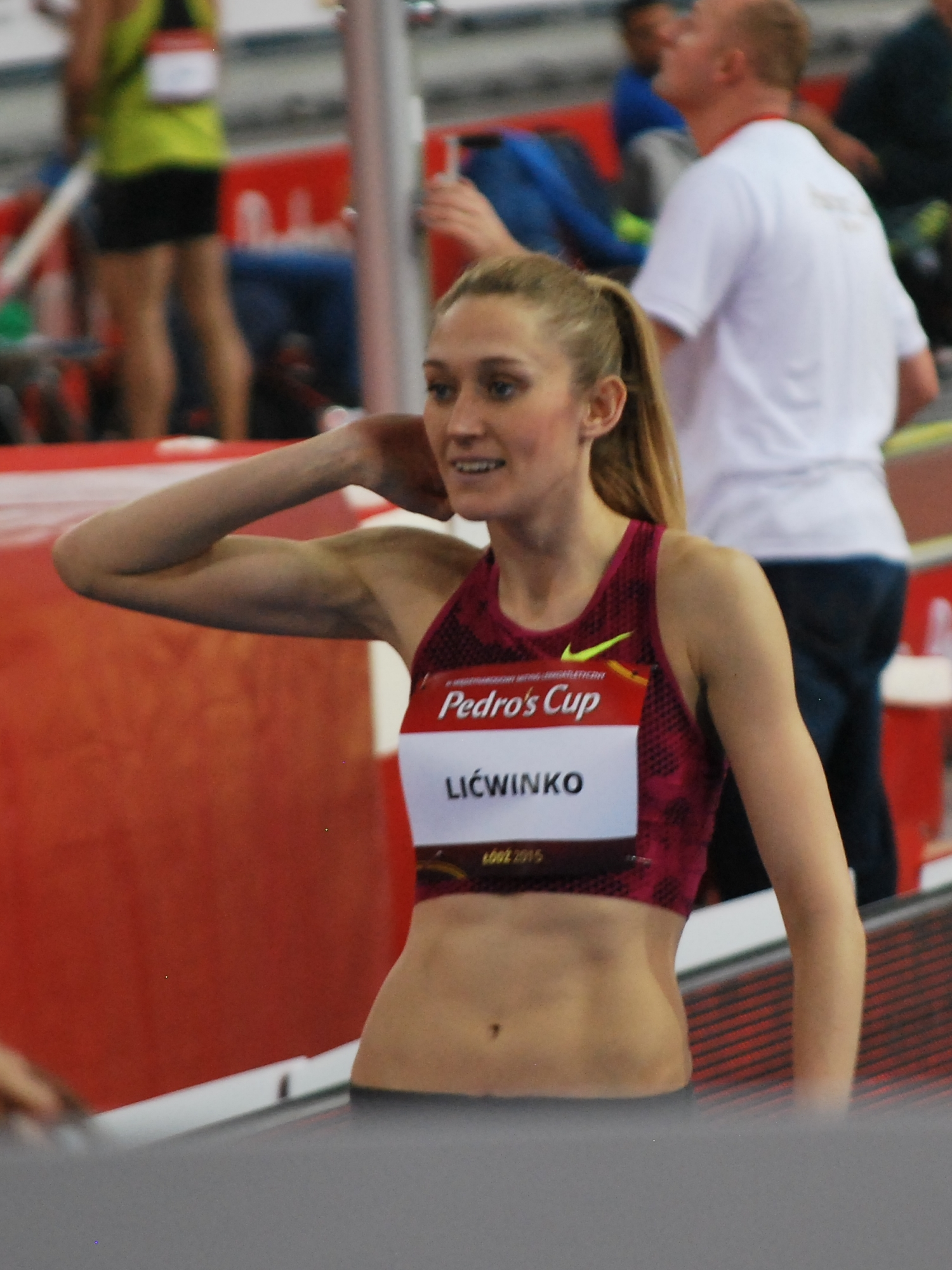
Kamila Lićwinko, zwyciężczyni konkursu skoku wzwyż

11. Halowy mityng lekkoatletyczny Pedro’s Cup – międzynarodowe zawody lekkoatletyczne, które odbyły się 17 lutego 2015 w łódzkiej Atlas Arenie. Rozegranych zostało siedem konkurencji – skok o tyczce mężczyzn, skok wzwyż kobiet, pchnięcie kulą mężczyzn oraz bieg na 60 metrów i bieg na 60 metrów przez płotki kobiet i mężczyzn. Z Polaków, którzy wystąpili w mityngu sześć kobiet oraz siedmiu mężczyzn w późniejszym czasie zostało powołanych na marcowe Halowe Mistrzostwa Europy w Lekkoatletyce w Pradze.
Podczas zawodów Ewa Swoboda dwukrotnie pobijała rekord Polski juniorek w sprincie na 60 metrów.
Mityng zgromadził na trybunach 8 tysięcy widzów.
W rankingu prowadzonym przez portal All Athletics mityng Pedro’s Cup 2015 zajął drugie miejsce (pierwsze wśród zawodów halowych) w kategorii mityngów specjalnych, czyli o niepełnym programie konkurencji. Pierwsze miejsce w tym zestawieniu zajął Festiwal Rzutów im. Kamili Skolimowskiej 2015.

## Rezultaty
| Poz. | Zawodniczka         | Rezultat |
| ---- | ------------------- | -------- |
| 1.   | Ołesia Powch        | 7,22     |
| 2.   | Iwet Łałowa         | 7,22 SB  |
| 3.   | Natalija Pohrebniak | 7,23     |
| 4.   | Carina Horn         | 7,24     |
| 5.   | Ewa Swoboda         | 7,24 PB  |
| 6.   | Marika Popowicz     | 7,39     |
| 7.   | Lina Grinčikaitė    | 7,43     |
| 8.   | Kamila Ciba         | 7,54     |

| Poz. | Zawodnik           | Rezultat |
| ---- | ------------------ | -------- |
| 1.   | Anna Płoticyna     | 8,01     |
| 2.   | Andrea Ivančević   | 8,10     |
| 3.   | Rosina Hodde       | 8,14 PB  |
| 4.   | Ołena Janowska     | 8,16 SB  |
| 5.   | Karolina Kołeczek  | 8,16     |
| 6.   | Sonata Tamošaitytė | 8,17 SB  |
| 7.   | Beate Schrott      | 8,22     |
| 8.   | Urszula Bhebhe     | 8,29 SB  |

| Poz. | Zawodnik         | Rezultat |
| ---- | ---------------- | -------- |
| 1.   | Orlando Ortega   | 7,45 PB  |
| 2.   | Aries Merritt    | 7,54 SB  |
| 3.   | Dayron Robles    | 7,64     |
| 4.   | Dominik Bochenek | 7,65 SB  |
| 5.   | Balázs Baji      | 7,68 =SB |
| 6.   | Damian Czykier   | 7,69 =PB |
| 7.   | Artur Noga       | 7,80 SB  |
| 8.   | Dániel Kiss      | 7,97     |

| Poz. | Zawodniczka           | Rezultat |
| ---- | --------------------- | -------- |
| 1.   | Kamila Lićwinko       | 1,98     |
| 2.   | Justyna Kasprzycka    | 1,92 =SB |
| 3.   | Barbara Szabó         | 1,90     |
| 4.   | Oksana Okuniewa       | 1,90     |
| 5.   | Urszula Gardzielewska | 1,90     |
| 6.   | Ana Šimić             | 1,88     |
| 7.   | Michalina Kwaśniewska | 1,80 =SB |

| Poz. | Zawodnik               | Rezultat |
| ---- | ---------------------- | -------- |
| 1.   | Piotr Lisek            | 5,75     |
| 2.   | Augusto de Oliveira    | 5,65 SB  |
| 3.   | Konstandinos Filipidis | 5,65     |
| 4.   | Robert Sobera          | 5,55     |
| 5.   | Ołeksandr Korczmid     | 5,55 SB  |
| 6.   | Przemysław Czerwiński  | 5,40     |
| 7.   | Edi Maia               | 5,40     |
| 8.   | Marquis Richards       | 5,20     |
| 9.   | Fábio da Silva         | NM       |
| 10.  | Adam Lisiak            | NM       |

| Poz. | Zawodnik             | Rezultat |
| ---- | -------------------- | -------- |
| 1.   | Ryan Whiting         | 21,80 SB |
| 2.   | Tomáš Staněk         | 20,94 PB |
| 3.   | Georgi Iwanow        | 20,02    |
| 4.   | Jakub Szyszkowski    | 19,65    |
| 5.   | Krzysztof Brzozowski | 19,21    |
| 6.   | Dominik Witczak      | 19,20 PB |
| 7.   | Damian Kusiak        | 19,16    |
| 8.   | Konrad Bukowiecki    | 19,04    |
| 9.   | Michał Haratyk       | 18,71    |
| 10.  | Rafał Kownatke       | 18,66    |

| Poz. | Zawodnik        | Rezultat    |
| ---- | --------------- | ----------- |
| 1.   | Kim Collins     | 6,47 WL, NR |
| 2.   | Michael Rodgers | 6,52 =SB    |
| 3.   | Richard Kilty   | 6,54 SB     |
| 4.   | Yuniel Pérez    | 6,55 SB     |
| 5.   | Daniel Bailey   | 6,59        |
| 6.   | Denis Dimitrow  | 6,66 PB     |
| 7.   | Kamil Masztak   | 6,68 PB     |
| 8.   | Jakub Adamski   | 6,74 PB     |